# Chorleywood Bread Process
Chorleywood Bread Process, ofta förkortad CBP, utvecklades 1961 av företaget Flour Milling and Baking Research Association i Chorleywood i Storbritannien, och är en process som används idag vid tillverkningen av 80 % av landets bröd. Processen hade en viktig inverkan i landet då få inhemska vetesorter höll sådan kvalitet att de kunde tillverka bröd av hög kvalitet, och det krävde därför en mycket större mängd lågproteinvete. Även om det gjorde det lättare för jordbruket med att hitta nya, bättre marknader för produkterna, menade en del att CBP-produkter har mindre näringsmässiga kvaliteter.

## Användning
Metoden används i över 80 procent av allt fabriktillverkat bröd i Storbritannien, Australien, Nya Zeeland och Indien. Den används även i ekologiska bröd. 28 länder använder sig till en viss del av metoden, och den har introducerats i Frankrike, Tyskland och Spanien, med planer att introducera den i Kina.

Metoden används inte speciellt mycket i USA, till stor del beroende på det höga gluteninnehåll som vetet som odlas i Nordamerika har, vilket medför att de inte kan arbetas i de typiska högfartscyklerna där degen blandas i 2 till 5 minuter. Även när denna cykel utökas till sju minuter, vilket enligt metoden är en lämplig tid att arbeta degen i, blir degens struktur dålig i processens senare skeden.

## Processen
CBP kan använda vete som har lågt proteininnehåll, tillsammans med kemiska tillsatsmedel, och använder intensivt mekaniskt arbetande av degen med hjälp av höghastighetsblandare, tillsammans med solid matolja, stora mängder jäst och vatten, som från mjöl till färdig brödlimpa i skivad och förpackad form tar ungefär tre och en halv timmar att tillverka, varav två timmar är nedkylning. Genom att introducera flera minuters blandning på hög energi i processen reduceras jäsningsperioden, vilket minskar varje limpas produktionstid. Metoden att baka bröd på kan inte användas i ett vanligt kök på grund av detta. Solitt fett krävs för att ge rätt struktur så att inte limpan kollapsar. Vete med högre proteininnehåll kan användas men är dyrare.
Mjöl, kemiska oxidanter och tillsatsmedel som vatten, jäst, fett och salt blandas med maskin och degen skakas våldsamt i ungefär tre minuter. Den stora mängden energi som används höjer temperaturen på degen, och datastyrda nedkylningssystem modulerar de påföljande stegen. Lufttrycket i blandaren är delvis vakuum för att förebygga att gasbubblorna i degen blir för stora och skapar en oönskad "öppen" struktur i det färdiga brödets inkråm.
Degen delas i olika delar och tillåts återhämta sig i åtta minuter. Varje degbit formas sedan, läggs i en form och flyttas till ett rum med kontrollerad luftfuktighet och temperatur, där den ligger i runt en timme, varpå degen gräddas, i 20 minuter i drygt 200 grader, vartefter limporna nedkyls, där de ungefär två timmar senare skivas, paketeras och sänds iväg.

## Brödtillsatser
Processen kan inkludera följande livsmedelstillsatser:
- Soja- eller rapsolja och fett, vilket ökar produktens volym, finare cellstruktur, mörare skorpa och mjukare konsistens.
- Mono- och diglyceriders estrar, som fungerar som emulgeringsmedel och konserveringsmedel
- Kalciumpropionat, en mögelförebyggare
- Stearoyl-2-laktylat, som ökar degabsorptionen, förbättrar blandningståligheten och skärbarheten i degen, ökar hållbarheten och ger en mjukare skorpa
- Genmodifierat sojamjöl, som ger ett vitare inre.
- Dextros, en lättjäst sockerart som bränsle till jästen
- DATEM, ett kemiskt jäsmedel
- Azodikarbonamid, en mjöloxidator som är förbjuden i EU, Kanada, Japan, Australien och Nya Zeeland, men tillåten i USA
- Ammoniumklorid, en form av kväve som används av jäst för att bilda protein
- Gluten tillsätts för bättre konsistens och degighet.
- Stärkelsenzymer och proteinenzymer som snabbt bryter ner stärkelse till socker för att mata jästen och för att göra glutenet moget för att reducera blandningstiden. Enzymer konstrueras även att klara ugnstemperaturer och stora variationer i pH för att ge hållbarhetsförlängande och mjukande egenskaper till den färdiga produkten. Enzymer och flera andra tillsatsmedel krävs enligt lagen inte listas på ingrediensförteckningen, då de anses försvinna i bakprocessen, även om rester har påträffats och syftet med flera att förlänga den färdiga produktens hållbarhetstid.[5]

## Kritik
I boken Not on the Label: What Really Goes Into the Food on Your Plate konstaterar Felicity Lawrence att CBP:s industriella skala sker på bekostnad av näringen. Andrew Whitley kritiserar i boken Bread Matters: The State of Modern Bread and a Definitive Guide to Baking Your Own processen för den underlägsna smak och konsistens i dessa bröd.
Det finns en liten grupp veteraner, under namnet Doh Boy, som kritiserar processen. De önskar "väcka kännedom" om metodens nackdelar.

### Webbkällor
- DAVID A. BENDER. "Chorleywood bread process." A Dictionary of Food and Nutrition. 2005. Encyclopedia.com. (25 mars 2010).